# Redfield Proctor
Redfield Proctor (Cavendish, 1º giugno 1831 – Washington, 4 marzo 1908) è stato un politico statunitense.

## Biografia
Fu il trentasettesimo segretario alla Guerra degli Stati Uniti, sotto il presidente degli Stati Uniti d'America Benjamin Harrison (23º presidente).
Sposò Emily Jane Dutton nel 1858. Fra le altre cariche svolte quella di 37º Governatore del Vermont, due suoi figli, Fletcher D. Proctor e Redfield Proctor Junior ebbero poi la stessa carica di governatore.